# Grand Prix automobile d'Abou Dabi 2009
GP précédent GP suivant
Le Grand Prix automobile d'Abou Dabi 2009 (2009 Formula 1 Etihad Airways Abu Dhabi Grand Prix), disputé sur le circuit Yas Marina le 1er novembre 2009, est la 820e course du championnat du monde de Formule 1 courue depuis 1950 et la dix-septième et dernière manche du championnat 2009.

## Essais libres

### Vendredi après-midi séance de 13 h 00
| Pos | Pilote             | Voiture            | Chrono         | Écart   |
| --- | ------------------ | ------------------ | -------------- | ------- |
| 1   | Lewis Hamilton     | McLaren-Mercedes   | 1 min 43 s 939 |         |
| 2   | Jenson Button      | Brawn-Mercedes     | 1 min 44 s 035 | 0 s 096 |
| 3   | Sebastian Vettel   | Red Bull-Renault   | 1 min 44 s 153 | 0 s 214 |
| 4   | Rubens Barrichello | Brawn-Mercedes     | 1 min 44 s 207 | 0 s 268 |
| 5   | Nick Heidfeld      | BMW Sauber         | 1 min 44 s 667 | 0 s 728 |
| 6   | Sébastien Buemi    | Toro Rosso-Ferrari | 1 min 44 s 687 | 0 s 748 |

### Vendredi après-midi séance de 17 h 00
| Pos | Pilote            | Voiture            | Chrono         | Écart   |
| --- | ----------------- | ------------------ | -------------- | ------- |
| 1   | Heikki Kovalainen | McLaren-Mercedes   | 1 min 41 s 307 |         |
| 2   | Lewis Hamilton    | McLaren-Mercedes   | 1 min 41 s 504 | 0 s 197 |
| 3   | Jenson Button     | Brawn-Mercedes     | 1 min 41 s 541 | 0 s 234 |
| 4   | Sebastian Vettel  | Red Bull-Renault   | 1 min 41 s 591 | 0 s 284 |
| 5   | Kamui Kobayashi   | Toyota             | 1 min 41 s 636 | 0 s 329 |
| 6   | Sébastien Buemi   | Toro Rosso-Ferrari | 1 min 41 s 683 | 0 s 376 |

### Samedi après-midi séance de 14 h 00
| Pos | Pilote             | Voiture            | Chrono         | Écart   |
| --- | ------------------ | ------------------ | -------------- | ------- |
| 1   | Jenson Button      | Brawn-Mercedes     | 1 min 40 s 625 |         |
| 2   | Lewis Hamilton     | McLaren-Mercedes   | 1 min 40 s 627 | 0 s 002 |
| 3   | Rubens Barrichello | Brawn-Mercedes     | 1 min 40 s 907 | 0 s 282 |
| 4   | Sébastien Buemi    | Toro Rosso-Ferrari | 1 min 40 s 934 | 0 s 309 |
| 5   | Nick Heidfeld      | BMW Sauber         | 1 min 41 s 241 | 0 s 616 |
| 6   | Heikki Kovalainen  | McLaren-Mercedes   | 1 min 41 s 263 | 0 s 638 |

## Grille de départ
| Pos | Pilote                   | Écurie               | Qualifications 1 | Qualifications 2 | Qualifications 3 | Poids des monoplaces |
| --- | ------------------------ | -------------------- | ---------------- | ---------------- | ---------------- | -------------------- |
| 1   | Lewis HamiltonSREC       | McLaren-Mercedes     | 1 min 39 s 873   | 1 min 39 s 695   | 1 min 40 s 948   | 658,5 kg             |
| 2   | Sebastian Vettel         | Red Bull-Renault     | 1 min 40 s 666   | 1 min 39 s 984   | 1 min 41 s 615   | 663,0 kg             |
| 3   | Mark Webber              | Red Bull-Renault     | 1 min 40 s 667   | 1 min 40 s 272   | 1 min 41 s 726   | 660,0 kg             |
| 4   | Rubens Barrichello       | Brawn-Mercedes       | 1 min 40 s 574   | 1 min 40 s 421   | 1 min 41 s 786   | 655,0 kg             |
| 5   | Jenson Button            | Brawn-Mercedes       | 1 min 40 s 378   | 1 min 40 s 148   | 1 min 41 s 892   | 657,0 kg             |
| 6   | Jarno Trulli             | Toyota               | 1 min 40 s 517   | 1 min 40 s 373   | 1 min 41 s 897   | 661,0 kg             |
| 7   | Robert Kubica            | BMW Sauber           | 1 min 40 s 520   | 1 min 40 s 545   | 1 min 41 s 992   | 654,5 kg             |
| 8   | Nick Heidfeld            | BMW Sauber           | 1 min 40 s 558   | 1 min 40 s 635   | 1 min 42 s 343   | 664,0 kg             |
| 9   | Nico Rosberg             | Williams-Toyota      | 1 min 40 s 842   | 1 min 40 s 661   | 1 min 42 s 583   | 665,0 kg             |
| 10  | Sébastien Buemi          | Toro Rosso-Ferrari   | 1 min 40 s 908   | 1 min 40 s 430   | 1 min 42 s 713   | 661,5 kg             |
| 11  | Kimi RäikkönenSREC       | Ferrari              | 1 min 41 s 100   | 1 min 40 s 726   |                  | 692,0 kg             |
| 12  | Kamui Kobayashi          | Toyota               | 1 min 41 s 035   | 1 min 40 s 777   |                  | 694,3 kg             |
| 13  | Kazuki Nakajima          | Williams-Toyota      | 1 min 41 s 096   | 1 min 41 s 148   |                  | 704,0 kg             |
| 14  | Jaime Alguersuari        | Toro Rosso-Ferrari   | 1 min 41 s 503   | 1 min 41 s 689   |                  | 696,5 kg             |
| 15  | Fernando Alonso          | Renault              | 1 min 41 s 667   |                  |                  | 708,3 kg             |
| 16  | Vitantonio Liuzzi        | Force India-Mercedes | 1 min 41 s 701   |                  |                  | 695,0 kg             |
| 17  | Adrian Sutil             | Force India-Mercedes | 1 min 41 s 863   |                  |                  | 696,0 kg             |
| 18  | Heikki KovalainenSREC    | McLaren-Mercedes     | 1 min 40 s 808   | 1 min 40 s 983   |                  | 697,0 kg             |
| 19  | Romain Grosjean          | Renault              | 1 min 41 s 950   |                  |                  | 710,8 kg             |
| 20  | Giancarlo FisichellaSREC | Ferrari              | 1 min 42 s 184   |                  |                  | 692,5 kg             |

Note : 
- Les pilotes prenant part aux essais avec le SREC sont signalés par la mention SREC.
- Heikki Kovalainen, auteur du 13e temps des qualifications s'élance de la 18e place sur la grille de départ à la suite d'un changement de boîte de vitesses (pénalité de 5 places).

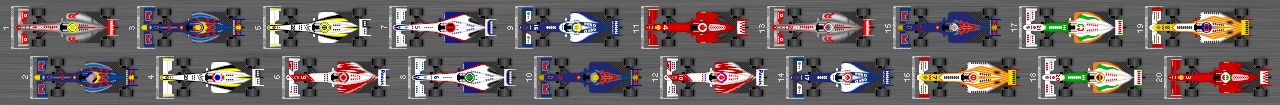
La grille de qualification du Grand Prix.

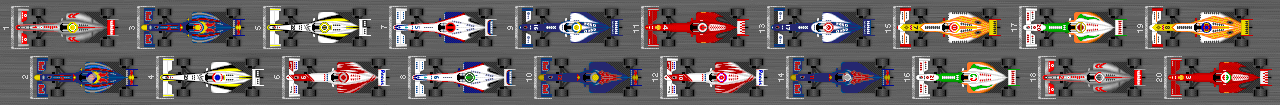
La grille de départ du Grand Prix.

## Course

### Déroulement de l'épreuve
Au signal du départ, Lewis Hamilton, en pole position, fait bon usage de son SREC, prend plusieurs longueurs d'avance et attaque sereinement la première courbe. Sebastian Vettel et Mark Webber suivent dans cet ordre tandis que Jenson Button ravit la quatrième place à son équipier Rubens Barrichello. Robert Kubica réalise un bel envol et est sixième. Le reste de la grille franchit les premiers virages sans encombre.
Hamilton ne parvient pas à décrocher Vettel, au cinquième tour, il ne possède qu'une seconde d'avance sur l'Allemand, 4 s sur Webber, 6 s sur Button, 7 s sur Barrichello et 11 s sur Kubica. L'écart entre les deux hommes de tête se réduit encore au onzième tour lorsqu'Hamilton fait une petite excursion hors-piste et laisse Vettel revenir à huit dixièmes et Webber à 2 secondes.
Barrichello et Kubica donnent le signal de la première vague de ravitaillements au seizième tour et reprennent la piste dans cet ordre. Hamilton et Button font de même une boucle plus tard. Dès sa sortie des stands, Button est dépassé sans coup férir par le novice Kamui Kobayashi, sur une stratégie à un seul arrêt, qui s'empare de la huitième place. Les Red Bull sont les deux dernières monoplaces de tête à refaire le plein, Webber au 18e tour, Vettel au 19e. L'Australien reprend la piste derrière Hamilton mais son équipier prend la tête de la course au détriment d'Hamilton. Ce classement est rapidement remis en question au 20e tour quand Hamilton abandonne, victime d'un problème de freins.
Sebastian Vettel durcit le ton et porte son avance sur Webber à 7 secondes au 23e tour. Derrière les Red Bull, Kobayashi occupe la troisième position mais chute en 12e position après son arrêt ravitaillement. Au 37e tour, Vettel porte son avantage à 10 secondes sur Webber, qui donne le signal de la seconde vague de ravitaillements au 40e passage. Barrichello et Heidfeld l'imitent au tour suivant et le Brésilien reste de justesse devant l'Allemand. Vettel et Button stoppent au 42e tour, et l'on s'achemine alors vers un podium Vettel-Webber-Button.
Fort d'une avance de 17 secondes sur Webber, Vettel gère les derniers tours de course au contraire de son équipier, en difficulté avec les pneus tendres, qui voit Button revenir sur ses talons et doit s'employer pour sauver le doublé. Barrichello termine au quatrième rang devant Nick Heidfeld, qui signe une performance honorable pour la dernière course de BMW Sauber. Kobayashi, deux semaines après ses débuts au Brésil, inscrit les premiers points de sa carrière en terminant sixième et en précédant son coéquipier Jarno Trulli. Sébastien Buemi décroche le point de la huitième place devant Nico Rosberg.

### Classement de la course
| Pos | Pilote                   | Écurie               | Tours | Temps/Abandon                      | Grille | Points |
| --- | ------------------------ | -------------------- | ----- | ---------------------------------- | ------ | ------ |
| 1   | Sebastian Vettel         | Red Bull-Renault     | 55    | 1 h 34 min 03 s 314 (194,793 km/h) | 2      | 10     |
| 2   | Mark Webber              | Red Bull-Renault     | 55    | + 17 s 857                         | 3      | 8      |
| 3   | Jenson Button            | Brawn-Mercedes       | 55    | + 18 s 467                         | 5      | 6      |
| 4   | Rubens Barrichello       | Brawn-Mercedes       | 55    | + 22 s 735                         | 4      | 5      |
| 5   | Nick Heidfeld            | BMW Sauber           | 55    | + 26 s 253                         | 8      | 4      |
| 6   | Kamui Kobayashi          | Toyota               | 55    | + 28 s 343                         | 12     | 3      |
| 7   | Jarno Trulli             | Toyota               | 55    | + 34 s 366                         | 6      | 2      |
| 8   | Sébastien Buemi          | Toro Rosso-Ferrari   | 55    | + 41 s 294                         | 10     | 1      |
| 9   | Nico Rosberg             | Williams-Toyota      | 55    | + 45 s 941                         | 9      |        |
| 10  | Robert Kubica            | BMW Sauber           | 55    | + 48 s 180                         | 7      |        |
| 11  | Heikki KovalainenSREC    | McLaren-Mercedes     | 55    | + 52 s 798                         | 18     |        |
| 12  | Kimi RäikkönenSREC       | Ferrari              | 55    | + 54 s 317                         | 11     |        |
| 13  | Kazuki Nakajima          | Williams-Toyota      | 55    | + 59 s 839                         | 13     |        |
| 14  | Fernando Alonso          | Renault              | 55    | + 1 min 09 s 687                   | 15     |        |
| 15  | Vitantonio Liuzzi        | Force India-Mercedes | 55    | + 1 min 34 s 450                   | 16     |        |
| 16  | Giancarlo FisichellaSREC | Ferrari              | 54    | + 1 tour                           | 20     |        |
| 17  | Adrian Sutil             | Force India-Mercedes | 54    | + 1 tour                           | 17     |        |
| 18  | Romain Grosjean          | Renault              | 54    | + 1 tour                           | 19     |        |
| Abd | Lewis HamiltonSREC       | McLaren-Mercedes     | 19    | Freins                             | 1      |        |
| Abd | Jaime Alguersuari        | Toro Rosso-Ferrari   | 17    | Boîte de vitesses                  | 14     |        |

Note : 

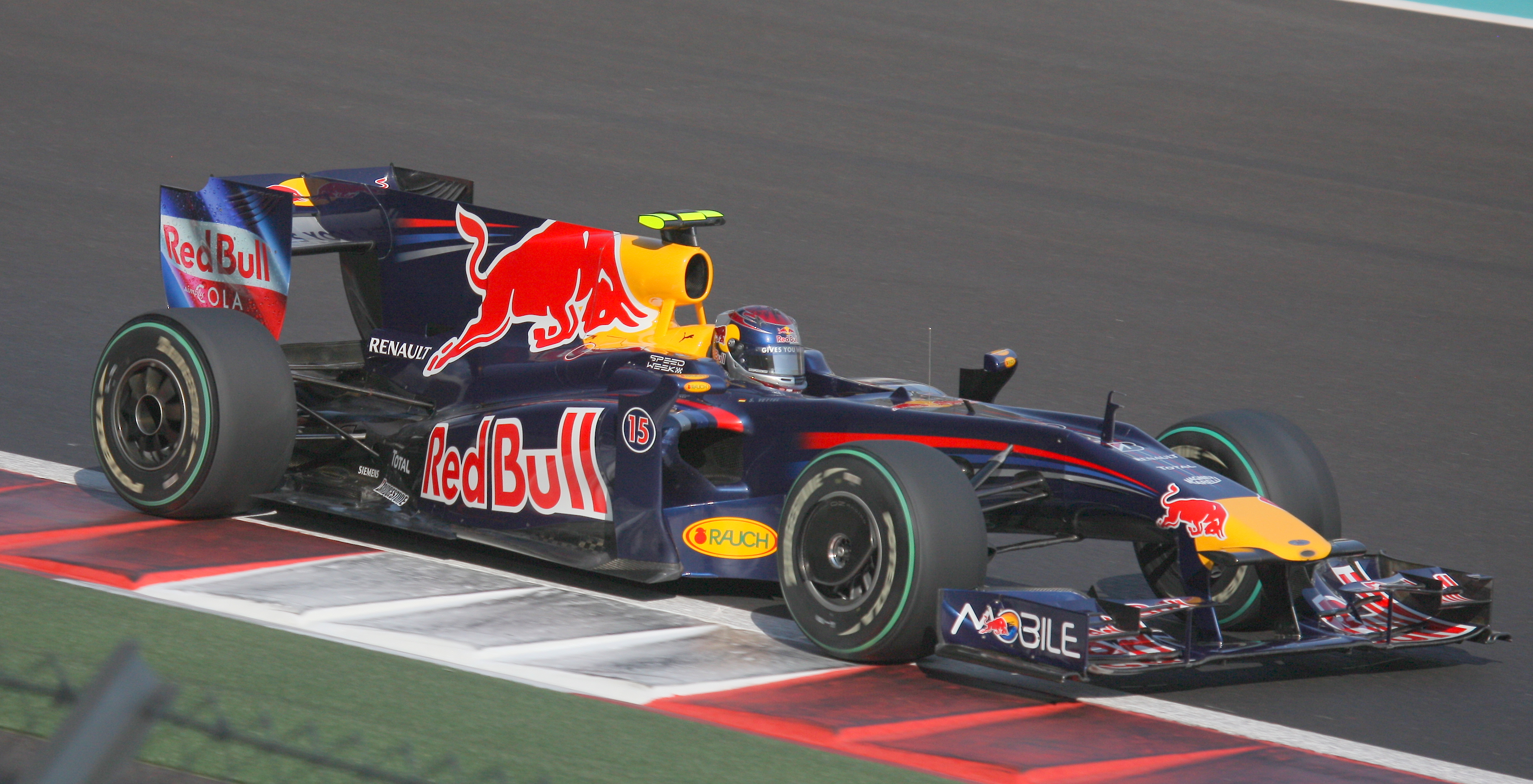
Sebastian Vettel, premier vainqueur du Grand Prix d'Abou Dabi.

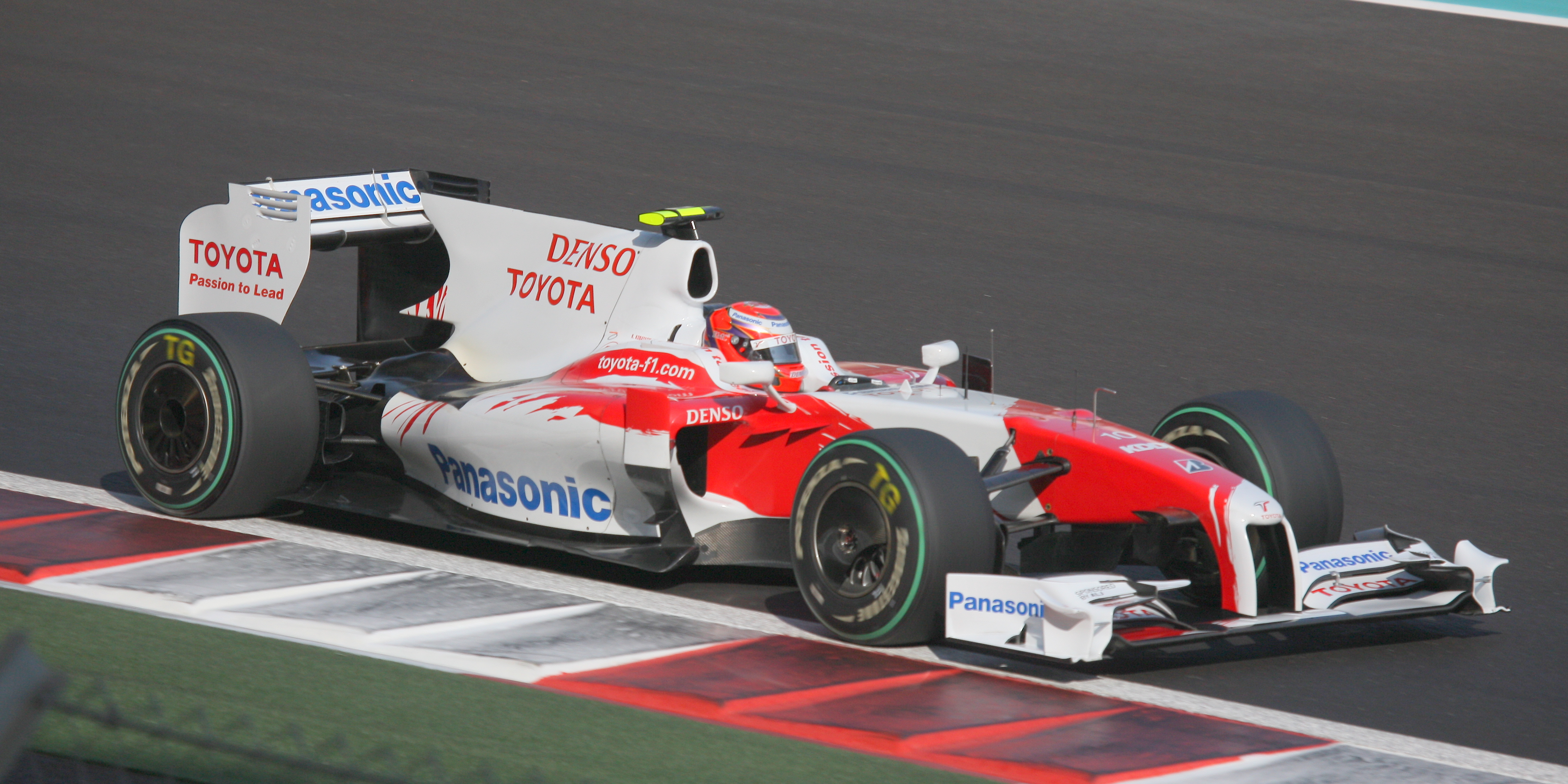
Kamui Kobayashi inscrit ses premiers points pour son second Grand Prix.

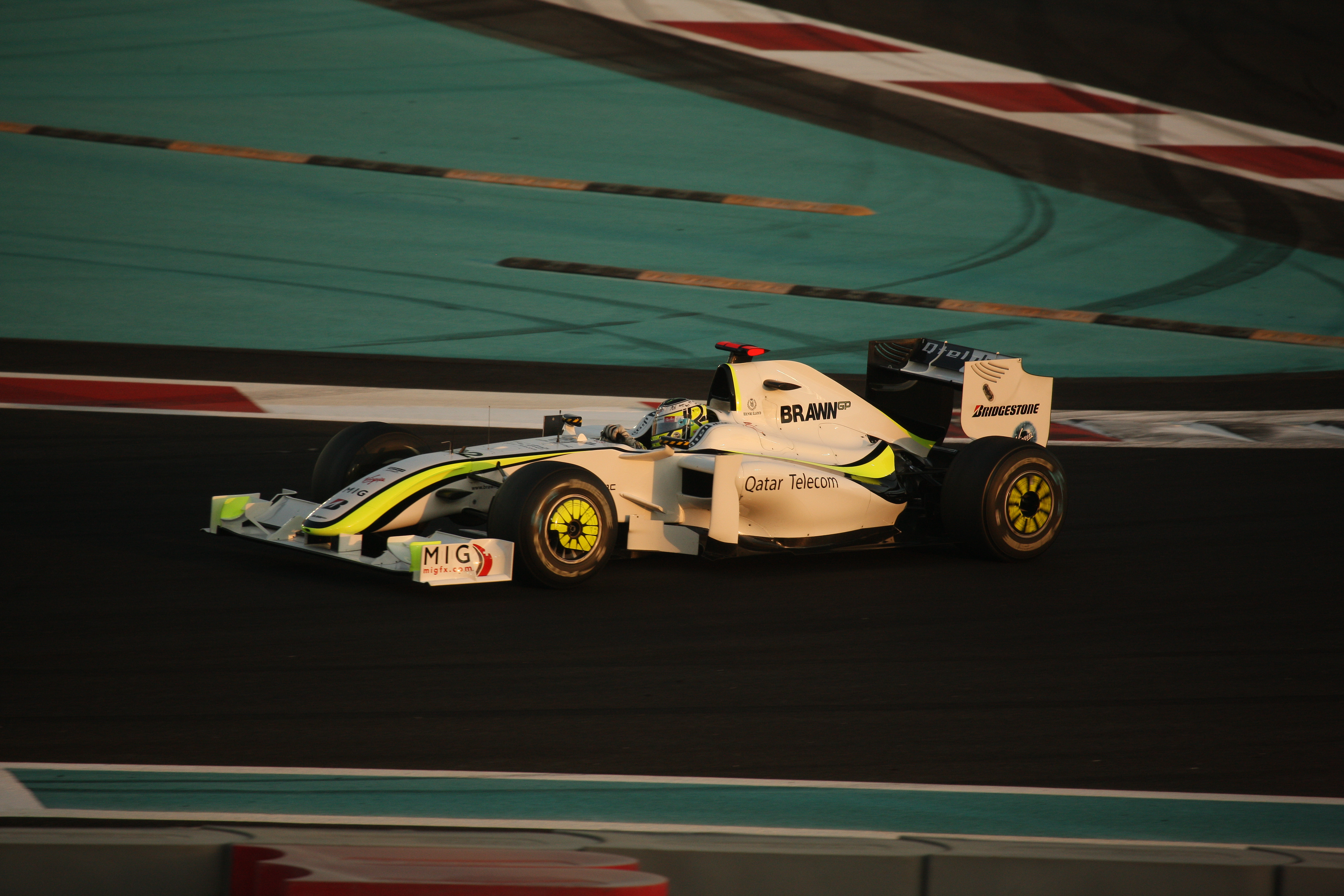
Jenson Button termine sur la troisième marche du podium.

- Les pilotes prenant part à la course avec le SREC sont signalés par la mention SREC.

### Pole position et record du tour
- Pole position :  Lewis Hamilton (McLaren-Mercedes) en 1 min 40 s 948 (198,066 km/h). Le meilleur temps des qualifications a également été réalisé par Lewis Hamilton, lors de la Q2, en 1 min 39 s 695.
- Meilleur tour en course :  Sebastian Vettel (Red Bull-Renault) en 1 min 40 s 279 (199,387 km/h) au cinquante-quatrième tour.

### Tours en tête
- Lewis Hamilton (McLaren-Mercedes) : 16 tours (1-16)
- Sebastian Vettel (Red Bull-Renault) : 39 tours (17-55)

## Classements généraux à l'issue de la course
| Pos      | Pilote               | Écurie                       | Points |
| -------- | -------------------- | ---------------------------- | ------ |
| Champion | Jenson Button        | Brawn-Mercedes               | 95     |
| 2        | Sebastian Vettel     | Red Bull-Renault             | 84     |
| 3        | Rubens Barrichello   | Brawn-Mercedes               | 77     |
| 4        | Mark Webber          | Red Bull-Renault             | 69,5   |
| 5        | Lewis Hamilton       | McLaren-Mercedes             | 49     |
| 6        | Kimi Räikkönen       | Ferrari                      | 48     |
| 7        | Nico Rosberg         | Williams-Toyota              | 34,5   |
| 8        | Jarno Trulli         | Toyota                       | 32,5   |
| 9        | Fernando Alonso      | Renault                      | 26     |
| 10       | Timo Glock           | Toyota                       | 24     |
| 11       | Felipe Massa         | Scuderia Ferrari             | 22     |
| 12       | Heikki Kovalainen    | McLaren-Mercedes             | 22     |
| 13       | Nick Heidfeld        | BMW Sauber                   | 19     |
| 14       | Robert Kubica        | BMW Sauber                   | 17     |
| 15       | Giancarlo Fisichella | Force India-Mercedes Ferrari | 8      |
| 16       | Sébastien Buemi      | Toro Rosso-Ferrari           | 6      |
| 17       | Adrian Sutil         | Force India-Mercedes         | 5      |
| 18       | Kamui Kobayashi      | Toyota                       | 3      |
| 19       | Sébastien Bourdais   | Toro Rosso-Ferrari           | 2      |

| Pos      | Écurie               | Points |
| -------- | -------------------- | ------ |
| Champion | Brawn-Mercedes       | 172    |
| 2        | Red Bull-Renault     | 153,5  |
| 3        | McLaren-Mercedes     | 71     |
| 4        | Ferrari              | 70     |
| 5        | Toyota               | 59,5   |
| 6        | BMW Sauber           | 36     |
| 7        | Williams-Toyota      | 34,5   |
| 8        | Renault              | 26     |
| 9        | Force India-Mercedes | 13     |
| 10       | Toro Rosso-Ferrari   | 8      |

## Statistiques
Ce Grand Prix d'Abou Dhabi 2009 représente :
- La 17e pole position de sa carrière pour Lewis Hamilton.
- La 145e pole position pour McLaren en tant que constructeur.
- La 80e pole position pour Mercedes-Benz en tant que motoriste.
- La 5e victoire de sa carrière pour Sebastian Vettel.
- La 6e victoire pour Red Bull Racing en tant que constructeur.
- Le 4e doublé pour l'écurie Red Bull Racing.
- La 121e victoire pour Renault en tant que motoriste.
- Les 1ers points pour le pilote japonais Kamui Kobayashi pour son deuxième Grand Prix.
- Le 1er abandon sur cause mécanique pour Lewis Hamilton, auparavant ses abandons étaient dus à des incidents de course.
- Le 226e et dernier Grand Prix pour Giancarlo Fisichella qui sera pilote d'essai chez Ferrari en 2010.
- Le 17e et dernier Grand Prix pour l'écurie Brawn GP, rachetée ensuite par Mercedes Benz, et engagée en championnat du monde à compter de 2010 sous la dénomination Mercedes Grand Prix.
- Le 139e et dernier Grand Prix pour l'écurie Toyota F1 Team, l'écurie japonaise ayant annoncé son retrait de la Formule 1 le 4 novembre 2009 après avoir échoué dans sa quête de sa première victoire en Formule 1.
- Timo Glock est toujours forfait à la suite de son accident lors des qualifications du Grand Prix du Japon, Kamui Kobayashi le remplace à nouveau.